# The Class Reunion
The Class Reunion è un cortometraggio del 1911. Dai titoli, non risulta il nome del regista.

## Produzione
Il film fu prodotto nel 1911 dalla Independent Moving Pictures Co. of America (IMP).

## Distribuzione
Distribuito dalla Motion Picture Distributors and Sales Company , il film uscì nelle sale statunitensi il 17 luglio 1911.